# Гдулет
Гдулет (осет. Гдулет, груз. ღდულეთი, გდულეთი — Гдулети) — село в Закавказье, расположено в Ленингорском районе Южной Осетии, фактически контролирующей село; согласно юрисдикции Грузии — в Ахалгорском муниципалитете.

## География и состав
Село находится на юго-западе Ленингорского района к северо-западу от села Цинагар на границе с собственно Грузией.

## Население
Село населено этническими осетинами. По данным 1959 года в селе жило 245 жителей, в основном осетины.

## История
В период южноосетинского конфликта в 1992—2008 гг. село входило в состав западной части Ленингорского района РЮО, находившейся в зоне контроля РЮО. После войны в августе 2008 года село осталось под контролем властей РЮО.

## Топографические карты
- Лист карты K-38-65 Ленингори. Масштаб: 1 : 100 000. Издание 1979 г.